# Comédiens du Roi
Comédiens du Roi eller Grands Comediens var ett franskt teatersällskap, verksamt mellan 1599 och 1680.
Sällskapet bildades av skådespelarna Valleran Le Conte och Adrien Talmy år 1599. De turnerade i provinserna, men uppträdde även i Paris, där de var ett av de mest framträdande teatrarna. Paris hade vid denna tid ingen fast teater, men olika kringresande teatersällskap turades om att uppträda i Hôtel de Bourgognes teater. År 1622 förenades Belleroses teatersällskap med Comédiens du Roi under Gros-Guillaumes ledarskap. 
Mellan 1628 och 1673 uppträdde Comédiens du Roi permanent på Hôtel de Bourgogne och blev därmed synonymer. De utgjorde då Paris första permanenta sekulära teater. De fick strax därpå en rivaliserande teater i Théâtre du Marais. Comédiens du Roi kallades sedan ofta Grands Comediens (Stora teatern) medan Marais-sällskapet kallades Petit Comediens (Lilla teatern). 
Dess två rivaler Théâtre du Marais (1634) och Troupe de Molière (1648) förenades 1673 i Théâtre de Guénégaud, och 1680 upplöstes Comédiens du Roi på kungens befallning då teatersällskapen slogs ihop för att bilda Comédie-Française.